# تشهارباغ (غرغان)
تشهارباغ (بالفارسية: چهارباغ) هي قرية تقع في غلستان في إيران. يقدر عدد سكانها بـ 109 نسمة بحسب إحصاء 2016.